# 638 Moira
638 Moira è un asteroide della fascia principale del diametro medio di circa 65,44 km. Scoperto nel 1907, presenta un'orbita caratterizzata da un semiasse maggiore pari a 2,7332687 UA e da un'eccentricità di 0,1632660, inclinata di 7,71829° rispetto all'eclittica.
Il suo nome fa riferimento alle Moire, figure della mitologia greca che rappresentavano una personificazione del fato.